# Petersberg (Hessen)
Petersberg ist eine Stadtrandgemeinde von Fulda im Landkreis Fulda in Osthessen, Deutschland.

## Geographie

### Geographische Lage
Die Gemeinde liegt direkt an der nordöstlichen Stadtgrenze von Fulda in den westlichen Ausläufern der Rhön. Durch das Gemeindegebiet fließt die Haune.

### Nachbargemeinden
Petersberg grenzt im Norden an die Stadt Hünfeld, im Osten an die Gemeinde Hofbieber, im Südosten an die Gemeinde Dipperz, im Süden an die Gemeinde Künzell sowie im Westen an die Stadt Fulda (alle im Landkreis Fulda).

### Gemeindegliederung
Die Gemeinde besteht neben Petersberg aus den Ortsteilen Haunedorf, Marbach, Margretenhaun, Steinau (mit Weiler Götzenhof) und Steinhaus.

## Geschichte

### Ortsgeschichte
Die Geschichte des Ortes begann mit der Gründung eines Benediktinerklosters auf dem Ugesberg (Eulenberg), das am 28. September 836 vom Fuldaer Abt Rabanus Maurus geweiht wurde. An diesem Tag wurde die Heilige Lioba in die Basilika St. Peter umgebettet. Das Kloster entwickelte sich im 12. Jahrhundert zu einer Propstei, die im Jahre 1802 aufgehoben wurde.
Ab 1130 wurde der Ugesberg Petersberg genannt. Es entstand eine Ansiedlung am Fuße des Berges, die im Jahre 1153 als Bru-bus (Brauhaus) das erste Mal erwähnt wurde. Die Ortsbezeichnung Petersberg wurde durch kurfürstlich-hessische Verordnung ab 1837 gebräuchlich, als der Ort und der Propsteibezirk vereinigt wurden.
Heute gibt es wieder eine Cella St. Lioba, die von den Benediktinerinnen von der heiligen Lioba gegründet wurde. Sie übernahmen auch die Betreuung der Grabeskirche St. Peter.
Hessische Gebietsreform (1970–1977)
Zum 31. Dezember 1971 wurden die bis dahin selbständigen Gemeinden Haunedorf, Marbach, Margretenhaun, Steinau und Steinhaus im Zuge der Gemeindegebietsreform auf freiwilliger Basis in Gemeinde Petersberg eingemeindet. Für alle ehemals eigenständigen Gemeinden sowie für die Kerngemeinde wurde je ein Ortsbezirk gebildet.

### Verwaltungsgeschichte im Überblick
Die folgende Liste zeigt die Staaten und Verwaltungseinheiten, denen Petersberg angehört(e):
- vor 1803: Heiliges Römisches Reich, Hochstift Fulda, Centoberamt Fulda, Propstei Petersberg
- 1803–1806: Heiliges Römisches Reich, Fürstentum Nassau-Oranien-Fulda, Centoberamt Fulda
- 1806–1810: Kaiserreich Frankreich, Fürstentum Fulda (Militärverwaltung)
- 1810–1813: Großherzogtum Frankfurt, Departement Fulda, Landdistrikt Fulda
- ab 1816: Kurfürstentum Hessen, Großherzogtum Fulda, Landamt Fulda
- ab 1821/22: Kurfürstentum Hessen, Provinz Fulda, Kreis Fulda[8][Anm. 2]
- ab 1848: Kurfürstentum Hessen, Bezirk Fulda
- ab 1851: Kurfürstentum Hessen, Provinz Fulda, Kreis Fulda
- ab 1867: Norddeutscher Bund, Königreich Preußen,[Anm. 3] Provinz Hessen-Nassau, Regierungsbezirk Kassel, Kreis Fulda
- ab 1871: Deutsches Reich, Königreich Preußen, Provinz Hessen-Nassau, Regierungsbezirk Kassel, Kreis Fulda
- ab 1918: Deutsches Reich, Freistaat Preußen,[Anm. 4] Provinz Hessen-Nassau, Regierungsbezirk Kassel, Kreis Fulda
- ab 1944: Deutsches Reich, Freistaat Preußen, Provinz Kurhessen, Landkreis Fulda
- ab 1945: Deutsches Reich, Amerikanische Besatzungszone, Groß-Hessen, Regierungsbezirk Kassel, Landkreis Fulda
- ab 1946: Deutsches Reich, Amerikanische Besatzungszone, Hessen, Regierungsbezirk Kassel, Landkreis Fulda
- ab 1949: Bundesrepublik Deutschland, Hessen, Regierungsbezirk Kassel, Landkreis Fulda

## Bevölkerung

### Einwohnerstruktur 2011/2022
Nach den Erhebungen des Zensus 2011/Zensus 2022 lebten am Stichtag, dem 9. Mai 2011 / 15. Mai 2022, in Petersberg 14.790/15.879 Einwohner. Darunter waren 493/1224 (3,3 % / 7,7 %) Ausländer, von denen 176/464 aus dem EU-Ausland, 211/445 aus anderen europäischen Ländern und 109/316 aus anderen Staaten kamen./ Von den deutschen Einwohnern hatten 15,5 / ? % einen Migrationshintergrund./ Nach dem Lebensalter waren 2619/2628 Einwohner unter 18 Jahren, 6162/5937 zwischen 18 und 49, 2823&/3715 zwischen 50 und 64 und 3163/3593 Einwohner waren älter./ Die Einwohner lebten in 66770/4433 Haushalten. Davon waren 473/? Singlehaushalte, 1969/&2037 Paare ohne Kindern und 1937/1865 Paare mit Kindern, sowie 771/534 Alleinerziehende und 141/? Wohngemeinschaften./ In 1556/780 Haushalten lebten ausschließlich Senioren und in 4461/3004 Haushaltungen lebten keine Senioren./

### Einwohnerentwicklung
Quelle: Historisches Ortslexikon
- 1812: 54 Feuerstellen mit 380 Seelen

| Petersberg: Einwohnerzahlen von 1812 bis 2022 | Petersberg: Einwohnerzahlen von 1812 bis 2022 | Petersberg: Einwohnerzahlen von 1812 bis 2022 | Petersberg: Einwohnerzahlen von 1812 bis 2022 | Petersberg: Einwohnerzahlen von 1812 bis 2022 |
| --- | --------------------------------------------- | --------------------------------------------- | --------------------------------------------- | --------------------------------------------- |
| Jahr |                                               |                                               |                                               | Einwohner                                     |
| 1812 | 1812                                          |                                               | 380                                           | 380                                           |
| 1834 | 1834                                          |                                               | 640                                           | 640                                           |
| 1840 | 1840                                          |                                               | 735                                           | 735                                           |
| 1846 | 1846                                          |                                               | 741                                           | 741                                           |
| 1852 | 1852                                          |                                               | 759                                           | 759                                           |
| 1858 | 1858                                          |                                               | 710                                           | 710                                           |
| 1864 | 1864                                          |                                               | 726                                           | 726                                           |
| 1871 | 1871                                          |                                               | 730                                           | 730                                           |
| 1875 | 1875                                          |                                               | 736                                           | 736                                           |
| 1885 | 1885                                          |                                               | 919                                           | 919                                           |
| 1895 | 1895                                          |                                               | 1.022                                         | 1.022                                         |
| 1905 | 1905                                          |                                               | 1.391                                         | 1.391                                         |
| 1910 | 1910                                          |                                               | 1.579                                         | 1.579                                         |
| 1925 | 1925                                          |                                               | 2.443                                         | 2.443                                         |
| 1939 | 1939                                          |                                               | 3.004                                         | 3.004                                         |
| 1946 | 1946                                          |                                               | 3.456                                         | 3.456                                         |
| 1950 | 1950                                          |                                               | 4.464                                         | 4.464                                         |
| 1956 | 1956                                          |                                               | 4.885                                         | 4.885                                         |
| 1961 | 1961                                          |                                               | 6.356                                         | 6.356                                         |
| 1970 | 1970                                          |                                               | 6.727                                         | 6.727                                         |
| 1980 | 1980                                          |                                               | ?                                             | ?                                             |
| 1987 | 1987                                          |                                               | 12.904                                        | 12.904                                        |
| 2000 | 2000                                          |                                               | ?                                             | ?                                             |
| 2011 | 2011                                          |                                               | 14.790                                        | 14.790                                        |
| 2015 | 2015                                          |                                               | 15.344                                        | 15.344                                        |
| 2020 | 2020                                          |                                               | 16.186                                        | 16.186                                        |
| 2022 | 2022                                          |                                               | 15.879                                        | 15.879                                        |
| Datenquelle: Historisches Gemeindeverzeichnis für Hessen: Die Bevölkerung der Gemeinden 1834 bis 1967. Wiesbaden: Hessisches Statistisches Landesamt, 1968. Weitere Quellen: LAGIS; Statistische Berichte, Zensus 2011, Zensus 2022 Nach 1970 einschließlich der im Zuge der Gebietsreform in Hessen eingegliederten Orte. |                                               |                                               |                                               |                                               |

### Historische Religionszugehörigkeit
| • 1885: | 006 evangelische (= 0,65 %), 912 katholische (= 99,24 %), ein jüdischer (= 0,11 %) Einwohner   |
| • 1961: | 798 evangelische (= 16,34 %), 4044 katholische (= 82,78 %) Einwohner                           |
| • 1987: | 2011 evangelische (= 15,6 %), 10.425 katholische (= 80,8 %), 468 sonstige (= 3,6 %) Einwohner  |
| • 2011: | 2450 evangelische (= 1,7 %), 10.180 katholische (= 68,9 %), 2130 sonstige (= 14,4 %) Einwohner |
| • 2022: | 2371 evangelische (= 14,9 %), 8952 katholische (= 56,4 %), 4558 sonstige (= 28,7 %) Einwohner  |

## Politik

### Gemeindevertretung
Die Kommunalwahl am 14. März 2021 lieferte folgendes Ergebnis, in Vergleich gesetzt zu früheren Kommunalwahlen:
| Sitzverteilung in der Gemeindevertretung 2021Insgesamt 37 Sitze - Linke: 3 - SPD: 3 - Grüne: 5 - FDP: 2 - BL: 4 - CWE: 3 - CDU: 16 - Bündnis C: 1 | Parteien und Wählergemeinschaften | Parteien und Wählergemeinschaften           | % 2021 | Sitze 2021 | % 2016 | Sitze 2016 | % 2011 | Sitze 2011 | % 2006 | Sitze 2006 | % 2001 | Sitze 2001 |
| Sitzverteilung in der Gemeindevertretung 2021Insgesamt 37 Sitze - Linke: 3 - SPD: 3 - Grüne: 5 - FDP: 2 - BL: 4 - CWE: 3 - CDU: 16 - Bündnis C: 1 | CDU                               | Christlich Demokratische Union Deutschlands | 42,3   | 16         | 54,0   | 20         | 60,5   | 22         | 63,1   | 23         | 65,3   | 24         |
| Sitzverteilung in der Gemeindevertretung 2021Insgesamt 37 Sitze - Linke: 3 - SPD: 3 - Grüne: 5 - FDP: 2 - BL: 4 - CWE: 3 - CDU: 16 - Bündnis C: 1 | SPD                               | Sozialdemokratische Partei Deutschlands     | 7,4    | 3          | 17,8   | 6          | 23,1   | 9          | 24,0   | 9          | 24,7   | 9          |
| Sitzverteilung in der Gemeindevertretung 2021Insgesamt 37 Sitze - Linke: 3 - SPD: 3 - Grüne: 5 - FDP: 2 - BL: 4 - CWE: 3 - CDU: 16 - Bündnis C: 1 | CWE                               | Christliche Wähler-Einheit                  | 7,9    | 3          | 16,6   | 6          | 13,0   | 5          | 10,4   | 4          | 10,0   | 4          |
| Sitzverteilung in der Gemeindevertretung 2021Insgesamt 37 Sitze - Linke: 3 - SPD: 3 - Grüne: 5 - FDP: 2 - BL: 4 - CWE: 3 - CDU: 16 - Bündnis C: 1 | Die Linke                         | Die Linke.Offene Liste                      | 7,9    | 3          | 7,1    | 3          | 3,4    | 1          | —      | —          | —      | —          |
| Sitzverteilung in der Gemeindevertretung 2021Insgesamt 37 Sitze - Linke: 3 - SPD: 3 - Grüne: 5 - FDP: 2 - BL: 4 - CWE: 3 - CDU: 16 - Bündnis C: 1 | FDP                               | Freie Demokratische Partei                  | 6,8    | 2          | 4,4    | 2          | —      | —          | 2,5    | 1          | —      | —          |
| Sitzverteilung in der Gemeindevertretung 2021Insgesamt 37 Sitze - Linke: 3 - SPD: 3 - Grüne: 5 - FDP: 2 - BL: 4 - CWE: 3 - CDU: 16 - Bündnis C: 1 | GRÜNE                             | Bündnis 90/Die Grünen                       | 13,3   | 5          | –      | –          | —      | —          | –      | –          | —      | —          |
| Sitzverteilung in der Gemeindevertretung 2021Insgesamt 37 Sitze - Linke: 3 - SPD: 3 - Grüne: 5 - FDP: 2 - BL: 4 - CWE: 3 - CDU: 16 - Bündnis C: 1 | BL                                | Bürgerliste Petersberg                      | 12,5   | 4          | –      | –          | —      | —          | –      | –          | —      | —          |
| Sitzverteilung in der Gemeindevertretung 2021Insgesamt 37 Sitze - Linke: 3 - SPD: 3 - Grüne: 5 - FDP: 2 - BL: 4 - CWE: 3 - CDU: 16 - Bündnis C: 1 | Bündnis C                         | Bündnis C – Christen für Deutschland        | 2,0    | 1          | –      | –          | —      | —          | –      | –          | —      | —          |
| Sitzverteilung in der Gemeindevertretung 2021Insgesamt 37 Sitze - Linke: 3 - SPD: 3 - Grüne: 5 - FDP: 2 - BL: 4 - CWE: 3 - CDU: 16 - Bündnis C: 1 | gesamt                            | gesamt                                      | 100,0  | 37         | 100,0  | 37         | 100,0  | 37         | 100,0  | 37         | 100,0  | 37         |
| Sitzverteilung in der Gemeindevertretung 2021Insgesamt 37 Sitze - Linke: 3 - SPD: 3 - Grüne: 5 - FDP: 2 - BL: 4 - CWE: 3 - CDU: 16 - Bündnis C: 1 | Wahlbeteiligung in %              | Wahlbeteiligung in %                        | 57,6   | 57,6       | 54,9   | 54,9       | 52,5   | 52,5       | 46,4   | 46,4       | 52,5   | 52,5       |

### Bürgermeister
Nach der hessischen Kommunalverfassung wird der Bürgermeister für eine sechsjährige Amtszeit gewählt, seit dem Jahr 1993 in einer Direktwahl, und ist Vorsitzender des Gemeindevorstands, dem in der Gemeinde Petersberg neben dem Bürgermeister ehrenamtlich ein Erster Beigeordneter und zehn weitere Beigeordnete angehören. Bürgermeisterin ist seit dem 1. März 2024 die parteiunabhängige Claudia Brandes. Sie setzte sich am 5. November 2023 in einer Stichwahl gegen den Amtsinhaber Carsten Froß (CDU), der sich um eine zweite Amtszeit beworben hatte, bei 59,65 Prozent Wahlbeteiligung mit 52,16 Prozent der Stimmen durch.
Amtszeiten der Bürgermeister
- 2024–2030 Claudia Brandes[27]
- 2018–2024 Carsten Froß (CDU)
- 1994–2018 Karl-Josef Schwiddessen (CDU)[30]

### Ortsbeiräte
Gemeinde Peterberg
Für alle Ortsteile und die Kerngemeinde bestehen Ortsbezirke mit Ortsbeirat und Ortsvorsteher, nach Maßgabe der §§ 81 und 82 HGO und des Kommunalwahlgesetzes in der jeweils gültigen Fassung. Die Ortsbezirke entsprechen den Gebieten der ehemaligen Gemeinden.
Die Ortsbeiräte bestehen aus sieben bzw. neun Mitgliedern. Die Ortsbeiräte werden im Rahmen der Kommunalwahlen gewählt. Der Ortsbeirat wählt eines seiner Mitglieder zum Ortsvorsteher bzw. zur Ortsvorsteherin. Für die Wahlergebnisse siehe die entsprechenden Ortsteile.
Ortsbezirk Petersberg (Kerngemeinde)
Der Ortsbeirat für den Ortsbezirk Petersberg besteht aus neun Mitgliedern. Die Wahlbeteiligung zur Wahl des Ortsbeirats bei der Kommunalwahl 2021 betrug 52,70 %. Dabei wurden gewählt: vier Mitglieder der CDU, zwei Mitglieder der SPD und je ein Mitglied der „Bürgerliste Petersberg“ und der „Linken offenen Liste“. Der Ortsbeirat wählte Peter Scheel (CDU) zum Ortsvorsteher.

### Gemeindepartnerschaften
- Billère (Département Pyrénées-Atlantiques, Frankreich)
- Sabiñánigo (Spanien)
- Breitungen/Werra[33] (in Thüringen)

## Kultur und Sehenswürdigkeiten

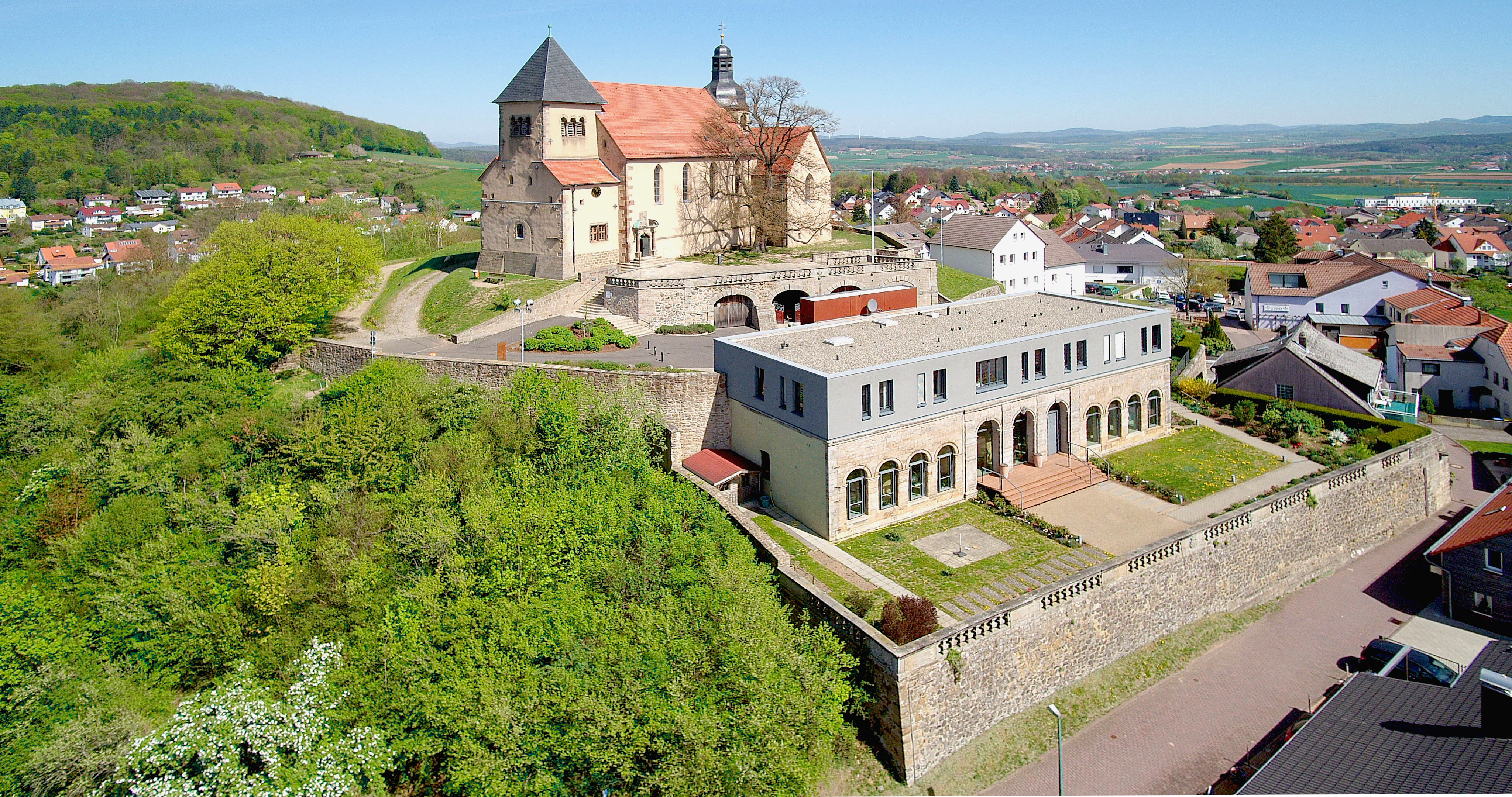
St. Peter (Petersberg)

Eine Sehenswürdigkeit ist die Kirche St. Peter (Liobakirche) mit der Krypta, in der die Gebeine der Heiligen Lioba verschlossen liegen. Eine weitere Sehenswürdigkeit ist der frühere Nonnengarten mit Blumenmauer, der im 14. Jahrhundert entstanden ist. Im Sommer 2013 wurde der Nonnengarten im Zuge der „72-Stunden-Aktion“ zu einem Park umfunktioniert und ist seither begehbar. Das Kloster zum Nonnengarten gibt es heute nicht mehr an derselben Stelle. Seit Juli 2006 ist auf dem Petersberg neben der Kirche St. Peter ein kleiner Schwesternkonvent der Benediktinerinnen von der Hl. Lioba angesiedelt, die Cella St. Lioba.

### Museen
- Aktivmuseum – Ländliches Brauchtum

### Bauwerke
- Bergkirche St. Peter, Grabeskirche der Heiligen Lioba, die im Jahre 836 geweiht wurde
- Barocke Kapelle St. Bonifatius (auf dem Friedhof) aus den Jahren 1698/99 mit barockem Holzaltar und einigen Epitaphen aus dem 16. bis 18. Jahrhundert
- Rabanus-Maurus-Kirche von 1957 mit frei stehendem Glockenturm
- Haunetalsperre
- Petersberger Wartturm auf dem Rauschenberg, der später zum Aussichtsturm umgebaut wurde

## Radwanderwege
Durch die Ortsteile Almendorf und Melzdorf verläuft der Milseburgradweg. Er führt als Teil des hessischen Radfernweges R3 und des Bahnradwegs Hessen auf der ehemaligen Rhönbahntrasse Biebertalbahn/Rhönbahn auf einer Länge von 27 Kilometern von Petersberg-Götzenhof bis Hilders durch die hessische Rhön.

## Verkehr
Petersberg liegt in unmittelbarer Nähe der Autobahn-Anschlussstelle Fulda-Mitte. Weiterhin führen durch die Gemeinde die Bundesstraßen 27 und 458. Der nächstgelegene Bahnhof ist in Fulda.

## Persönlichkeiten
- Jan-Philip Glania (* 1988) – Schwimmsportler
- Johannes Hack (1875–1950) – Lehrer und Heimatforscher
- Magnus Herr (1841–1919) – Bürgermeister und Abgeordneter des Provinziallandtages der Provinz Hessen-Nassau
- Markus Meysner (* 1966) – Politiker und Mitglied des hessischen Landtags
- Apollo von Vilbel (um 1480–1536) – Benediktinerabt im Kloster Limburg, Propst auf dem Petersberg, Chronist, lebte zeitweise und starb hier, Grabplatte in der St.-Peters-Kirche erhalten
- Ludwig Vogel (1920–2014), römisch-katholischer Priester